# Culex chauveti
Culex chauveti är en tvåvingeart som beskrevs av Jacques Brunhes och Rambelo 1968. Culex chauveti ingår i släktet Culex och familjen stickmyggor.
Artens utbredningsområde är Madagaskar. Inga underarter finns listade i Catalogue of Life.